# 怀柔地区
怀柔地区，是中华人民共和国北京市怀柔区下辖的一个地区办事处，同时保留怀柔镇名称，其行政事务机构实行“一套人马，两块牌子”的体制，地区办事处与镇政府合署办公。

## 行政区划
怀柔地区下辖以下地区：
红螺家园社区、滨河馨居社区、石厂村、葛各庄村、唐自口村、张各长村、王化村、大屯村、大中富乐村、刘各长村、东四村、芦庄村、红螺镇村、西三村、甘涧峪村、郭家坞村、红军庄村、孟庄村、兴隆庄村和卧龙岗村。
2017年，东关、南关、东大街、下元4个村委会划归龙山街道，南大街、新贤街、后城街、钓鱼台、潘家园、杨家园、于家园、小中富乐8个村委会划归泉河街道。